# Anenská Studánka
Anenská Studánka (németül: Königsfeld) falu Csehországban, a Ústí nad Orlicí-i járásban. Anenská Studánka Opatov, Damníkov, Trpík, Dětřichov, Třebovice és Mladějov na Moravě településekkel határos. Lakosainak száma 188 fő (2024. január 1.).

## Népesség
A település lakosságának változását az alábbi diagram mutatja:
| Lakosok száma | 710  | 658  | 530  | 311  | 237  | 205  | 190  | 175  | 184  | 188  |
|               | 1869 | 1900 | 1921 | 1961 | 1980 | 2011 | 2016 | 2019 | 2021 | 2024 |